# Akbar Hášemí Rafsandžání
Ájatolláh Akbar Hášemí Rafsandžání (persky اکبر هاشمی رفسنجانی‎; 25. srpna 1934, Núgh – 8. ledna 2017) byl íránský politik a spisovatel, který v letech 1989 až 1997 zastával post íránského prezidenta. V letech 2007 až 2011 pak stál v čele vlivné duchovní organizace Shromáždění znalců.

## Život
V minulosti též působil jako předseda íránského parlamentu (1980–1989). V roce 1980 přežil pokus o atentát, při němž byl vážně zraněn. V roce 2005 byl jedním z kandidátů prezidentských voleb, ale ve druhém kole prohrál v souboji s Mahmúdem Ahmadínežádem.
Byl popisován jako centrista a pragmatický konzervativec. V domácí politice podporoval svobodný trh, byl zastáncem privatizace státem vlastněných společností a v mezinárodní politice zastával umírněnou pozici s cílem vyhnout se konfliktu se Západem a Spojenými státy.
Zemřel na začátku ledna roku 2017 v nemocnici poblíž Teheránu na následky srdečního infarktu. Jeho pohřeb se odehrál na Teheránské univerzitě za přítomnosti ajatolláha Alího Chameneího.

## Potomci
Otcův odkaz liberálně reformní frakce konzervativní politiky rozvíjí jeho dcera, žurnalistka a politička Faeze Hášemí Rafsandžání, bojující za práva islámských žen.